# Verónica Lloréns
Verónica Lloréns Rico (Valencia, 1989) es una investigadora española especializada en biomedicina. En 2023, creó el proyecto Regubiome sobre el estudio de la microbiota intestinal en el Centro de Investigación Príncipe Felipe (CIPF).

## Trayectoria
Se licenció en Biotecnología en 2011 por la Universidad Politécnica de Valencia. Se especializó en biofísica a través de estudios de máster en la Universidad Autónoma de Madrid en 2012. En 2016, defendió su tesis doctoral en biomedicina, que realizó en el Centro de Regulación Genómica de Barcelona, y donde estudiaba cómo las bacterias son capaces de cambiar de función para adaptarse a las condiciones del entorno. Después de su doctorado, realizó una estancia postdoctoral en Bélgica durante cinco años dónde profundizó sobre el conocimiento de la microbiota intestinal.
Desde 2023, dirige el laboratorio de Biología de Sistemas en Interacciones Microbiota-Hospedador en el Centro de Investigación Príncipe Felipe (CIPF) de Valencia, donde se desarrolla el proyecto Regubiome (Transcriptional REGUlation as a mediator of bacterial interactions in the microBIOME). El proyecto se centra en el estudio de dos bacterias específicas de la microbiota intestinal: Fusobacterium nucleatum (relacionada con el cáncer colonrectal) y Lacticaseibacillus rhamnosus (probiótico). El objetivo es ver cómo las bacterias son capaces de cambiar y adaptarse a un entorno tan cambiante como es el intestino.

## Reconocimientos
Lloréns ha sido reconocida en diversas ocasiones por su destacada trayectoria académica y científica. En 2016, recibió el Premio Extraordinario de Doctorado, seguido en 2018 por el Premi al Jove Investigador de la Sociedad Catalana de Biología, que destaca la labor de jóvenes investigadores en el ámbito de la biología. En 2023, recibió la subvención Starting Grant para jóvenes investigadores del Consejo Europeo de Investigación, dotada con 1,5 millones de euros, una ayuda fundamental para la investigación científica.

## Publicaciones (selección)
- Benchmarking microbiome transformations favors experimental quantitative approaches to address compositionality and sampling depth biases. Nature communications. [6]
- Clinical practices underlie COVID-19 patient respiratory microbiome composition and its interactions with the host. Nature communications.[7]